# Sườn đồi, nhà và hầm rượu Champagne
Sườn đồi, nhà và hầm rượu Champagne là tên được đặt cho một số địa điểm ở vùng Champagne của Pháp đã được ghi vào danh sách Di sản thế giới năm 2015. Nó là những dấu mốc lịch sử quan trọng về quá trình sản xuất và bán rượu Champagne từ thế kỷ 17 đến 19. Nó bao gồm 3 địa điểm riêng biệt là:
- Vườn nho lịch sử của Hautvillers, Ay và Mareuil-sur-Aÿ
- Các đồi Saint-Nicaise ở Reims
- Đại lộ Champagne và Pháo đài Chabrol ở Épernay